# Anariste poliothea
Anariste poliothea är en svampart som beskrevs av Syd. 1927. Anariste poliothea ingår i släktet Anariste och familjen Asterinaceae.   Inga underarter finns listade i Catalogue of Life.